# Meiglyptes tristis
Meiglyptes tristis е вид птица от семейство Picidae.

## Разпространение
Видът е разпространен в Индонезия.